# أدريان آموس
أدريان آموس (بالإنجليزية: Adrian Amos)‏ هو لاعب كرة قدم أمريكية أمريكي، ولد في 29 أبريل 1993 في بالتيمور في الولايات المتحدة.

## وصلات خارجية
- أدريان آموس على موقع مرجع كرة القدم المحترفة.كوم (الإنجليزية)